# Municipio de Anderson (Misuri)
El municipio de Anderson (en inglés: Anderson Township) es un municipio ubicado en el condado de Nueva Madrid en el estado estadounidense de Misuri. En el año 2010 tenía una población de 1436 habitantes y una densidad poblacional de 10,03 personas por km².

## Geografía
El municipio de Anderson se encuentra ubicado en las coordenadas 36°26′40″N 89°54′22″O / 36.44444, -89.90611. Según la Oficina del Censo de los Estados Unidos, el municipio tiene una superficie total de 143.19 km², de la cual 142,13 km² corresponden a tierra firme y (0,74 %) 1,06 km² es agua.

## Demografía
Según el censo de 2010, había 1436 personas residiendo en el municipio de Anderson. La densidad de población era de 10,03 hab./km². De los 1436 habitantes, el municipio de Anderson estaba compuesto por el 98,96 % blancos, el 0,14 % eran afroamericanos, el 0,14 % eran amerindios y el 0,77 % eran de una mezcla de razas. Del total de la población el 0,28 % eran hispanos o latinos de cualquier raza.